# Thomas D. Rogers
Pour les articles homonymes, voir Rogers.
Thomas D. Rogers, Sr., né en 1945 à Poughkeepsie dans l'État de New York, est un sculpteur-graveur de la Monnaie des États-Unis et concepteur de plusieurs pièces de monnaie américaines, notamment le revers des pièces de 2000 à 2008 du dollar d'or des États-Unis, ou dollar Sacagawea. 

## Biographie
Rogers est titulaire d'un A.A.S. avec une spécialisation en art commercial. Il est entré à l'U.S. Mint en octobre 1991, à Philadelphie, et a pris sa retraite en 2001. En 2003, il résidait à Long Beach, dans l'État de Washington, et en 2009, il vivait et travaillait dans l'Oregon. Son dessin pour le dollar Sacagawea a été légèrement modifié avant sa mise en circulation.

## Créations

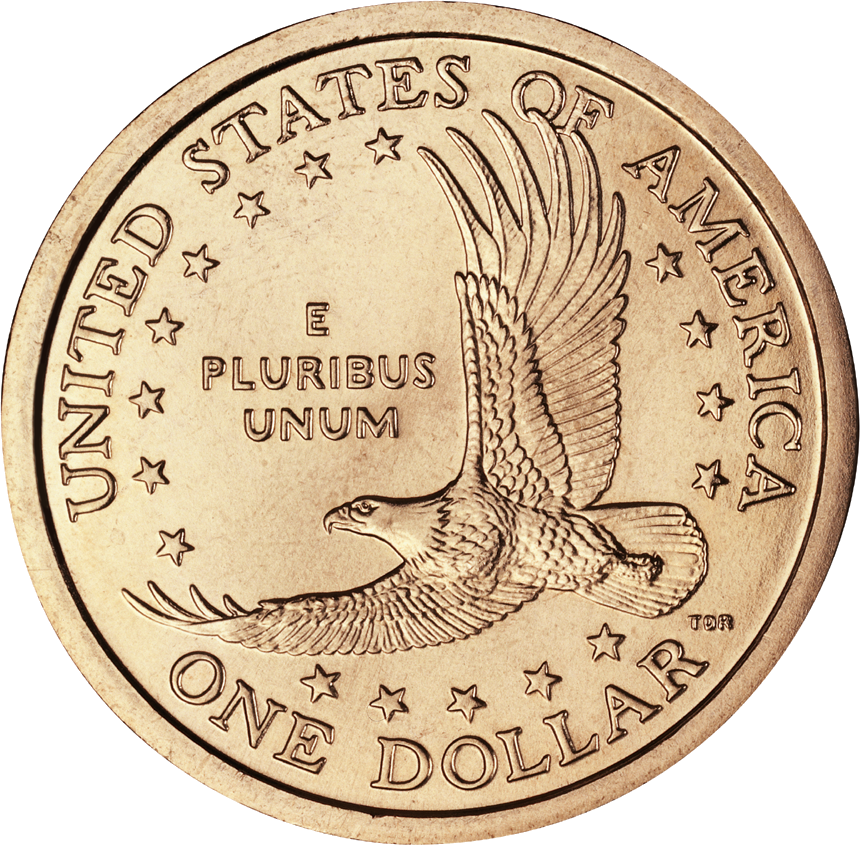
Parmi les pièces conçues par Rogers figure le revers original de la pièce d'un dollar américain, plus connue sous le nom de dollar Sacagawea. Il représente un aigle en vol.

Rogers a dessiné le revers de quatre des State Quarters, dont ceux du Maryland, du Massachusetts et de la Caroline du Sud. Il a dessiné le revers original de l'American Platinum Eagle, qui a été utilisé sur la version belle épreuve de la première année de cette pièce (1997) et sur les non épreuves de toutes les dates, et a dessiné les revers de deux années ultérieures de la version belle épreuve de la même pièce, celles de 1998 et 2001.
Il a également dessiné les avers de la pièce de 1 dollar en argent de 1996 commémorant le 150e anniversaire de la Smithsonian Institution et de la pièce de 10 dollars de la Bibliothèque du Congrès de 2000, ainsi que les deux faces de plusieurs autres pièces commémoratives des États-Unis.
Bien qu'il ait pris sa retraite de l'U.S. Mint, Rogers a par la suite réalisé quelques travaux de conception pour la Monnaie en tant qu'artiste indépendant sous contrat. En 2014, Rogers a dessiné le revers du dollar Sacagawea de 2016,, qui rend hommage aux code talkers amérindiens des Première et Seconde Guerres mondiales.